# Pseudosparianthis fusca
Pseudosparianthis fusca là một loài nhện trong họ Sparassidae.
Loài này thuộc chi Pseudosparianthis. Pseudosparianthis fusca được Eugène Simon miêu tả năm 1887.